# Erythrococca membranacea
Erythrococca membranacea är en törelväxtart som först beskrevs av Johannes Müller Argoviensis, och fick sitt nu gällande namn av David Prain. Erythrococca membranacea ingår i släktet Erythrococca och familjen törelväxter. Inga underarter finns listade i Catalogue of Life.